# Nebula (Marvel)
Nebula is een personage uit de strips van Marvel Comics. Ze verscheen voor het eerst in The Avengers #257 (juli 1985) en werd bedacht door Roger Stern en John Buscema. Ze is de adoptiedochter van superschurk Thanos.
De Nederlandse stem van Nebula is Fleur van de Water.

## Biografie
Nebula werd opgevoed om te dienen als huurling, ruimtepiraat en een van de meest gevaarlijkste vechters in de ruimte door haar vader Thanos. Omdat Nebula beter wil zijn dan haar zus Gamora, leidt dit vaak tot conflicten met de Guardians of the Galaxy.

## In andere media

### Marvel Cinematic Universe
Sinds 2014 verscheen dit personage in de Marvel Cinematic Universe en wordt vertolkt door Karen Gillan. Nebula is de adoptiedochter van superschurk Thanos en de adoptiezus van Gamora. Ze werkte samen met Ronan the Accuser om het heelal over te nemen, maar ze wilde vooral wraak op haar vader. Nebula komt vaak in gevecht met de Guardians of the Galaxy. Later besluit Nebula echter haar strijd met haar zus Gamora bij te leggen maar wel haar eigen pad te bewandelen. Ze probeert Thanos op zijn schip te vermoorden, dit gaat mis en ze wordt gevangen gehouden. Als Nebula weet te ontsnappen helpt ze Iron Man, Spider-Man, Dr. Strange, Star-Lord, Drax en Mantis en strijden ze samen tegen Thanos. Ze verliezen het gevecht en hij laat de helft van al het leven vergaan. Vijf jaar later gaat Nebula met de overgebleven Avengers terug in de tijd om de oneindigheidsstenen voor Thanos te bemachtigen om zo zijn daden ongedaan te maken, dit lukt hen. Nebula is te zien in de volgende films en serie:
- Guardians of the Galaxy (2014)
- Guardians of the Galaxy Vol. 2 (2017)
- Avengers: Infinity War (2018)
- Avengers: Endgame (2019)
- What If...? (2021-2024) (stem) (Disney+)
- Thor: Love and Thunder (2022)
- The Guardians of the Galaxy Holiday Special (2022) (Disney+)
- Guardians of the Galaxy Vol. 3 (2023) (Disney+)

### Televisieserie
Nebula komt ook voor in de animatieserie Guardians of the Galaxy. Hiervoor werd haar stem ingesproken door Cree Summer. Fleur van de Water deed dit voor de Nederlandstalige versie.